# Pahamunaya layagammeda
Pahamunaya layagammeda är en nattsländeart som beskrevs av Schmid 1958. Pahamunaya layagammeda ingår i släktet Pahamunaya och familjen fångstnätnattsländor. Inga underarter finns listade i Catalogue of Life.